# Jerry Wilson
Gerald "Jerry" Dunseith Wilson (Vancouver, 7 de agosto de 1906 — Medicine Hat, 10 de junho de 1945) foi um velejador canadense, medalhista olímpico. Ele competiu nos Jogos Olímpicos de Verão de 1932 na classe 6 Metre e conquistou a medalha de bronze na disputa a bordo do Caprice com Philip Rogers, Gardner Boultbee e Ken Glass.